# Zur Uel

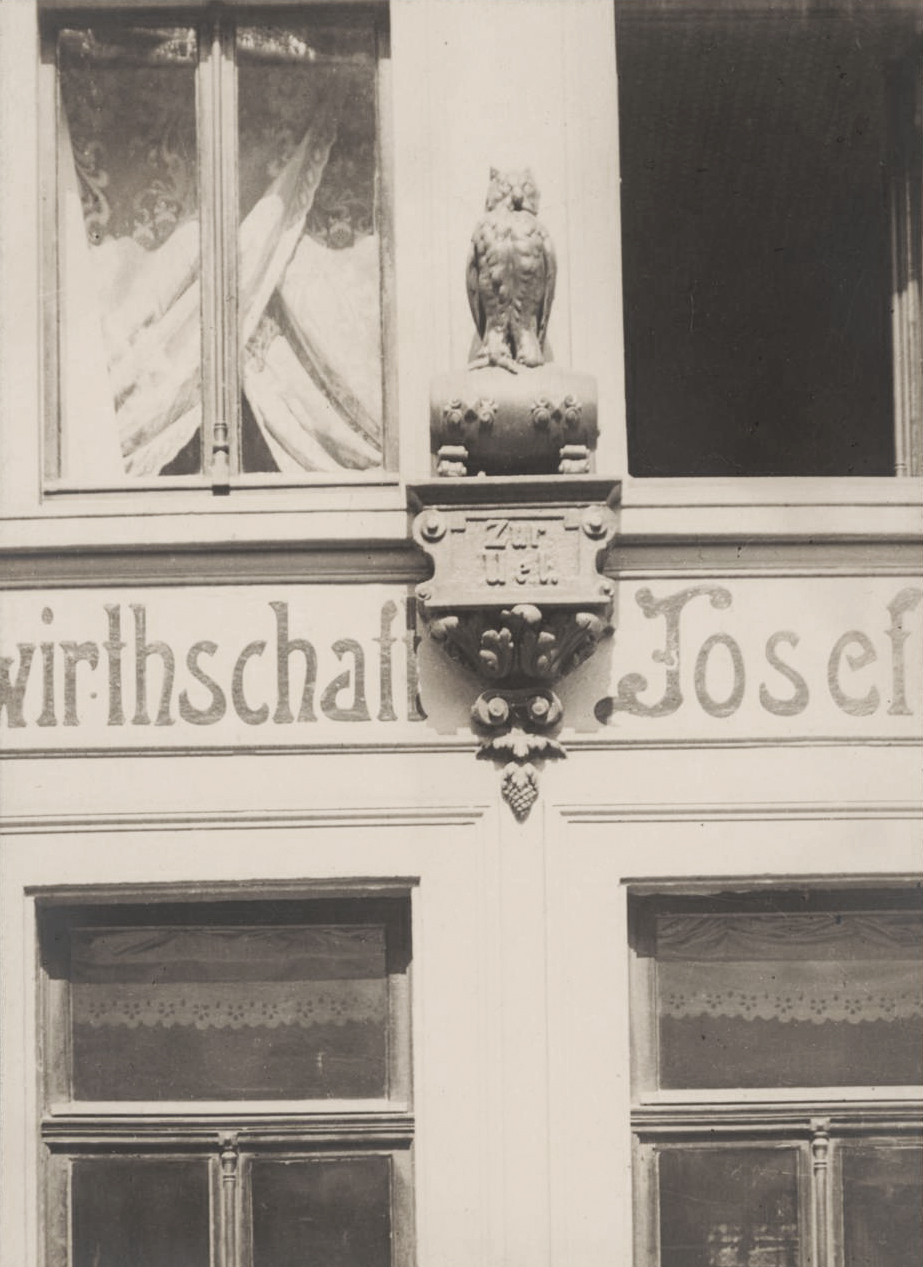
Erwin Quedenfeldt: Zur Uel, 1909, Eule auf einem Fass als Erkennungszeichen der Gastwirtschaft, 1909

Zur Uel (auch: Uehl oder Url) ist eine geschichtsträchtige Gaststätte an der Ratinger Straße 16 in der Düsseldorfer Altstadt. Ihre Geschichte lässt sich bis ins 18. Jahrhundert zurückverfolgen. Auch für die Düsseldorfer Künstlerszene der nahe gelegenen Kunstakademie Düsseldorf spielte das Lokal eine prägende Rolle.

## Geschichte

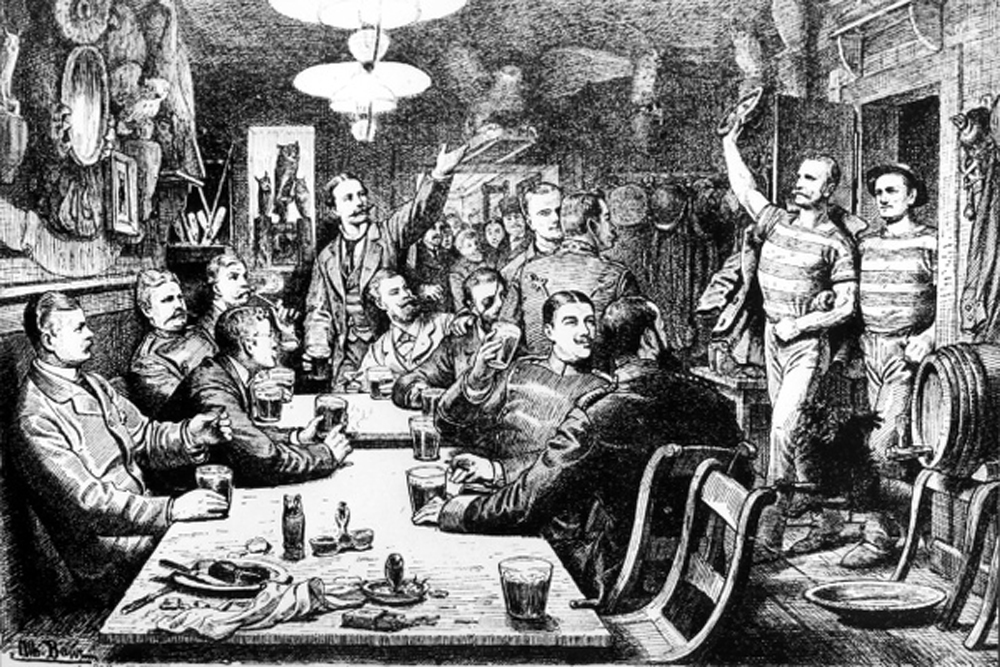
Albert Baur: In der „Uel“, 1882, Illustration einer Feier des Düsseldorfer Rudervereins 1880 mit Innenansicht des „mit Eulen reich ausstaffierten Zimmers“

Ursprünglich war das Haus unter dem Namen Im Falken bekannt. Die heutige Bezeichnung entstand aufgrund eines „mit Eulen reich ausstaffierten Zimmers“, wonach das Lokal zunächst In der Url, später Uehl und schließlich Zur Uel genannt wurde.
Im Hinterzimmer trafen sich „die Uelen“, ein um 1879 gegründeter Bund von jungen Beamten, Kaufleuten, Künstlern und Offizieren. Die Künstlervereinigung „Tartarus“ hatte hier 1886 ebenfalls ihren Ursprung.
Am 7. Mai 1880 wurde der Düsseldorfer Ruderverein 1880 in der Gaststätte gegründet, die als seine Heimstatt diente.
Das Gasthaus war damals „Treffpunkt des soliden Bürgertums“. Eine der bekanntesten tragischen Liebesgeschichten, die Theodor Fontane als Stoff für seinen Roman „Effi Briest“ diente, hatte hier ihre Wurzeln.

## Die Uel als Künstlertreffpunkt

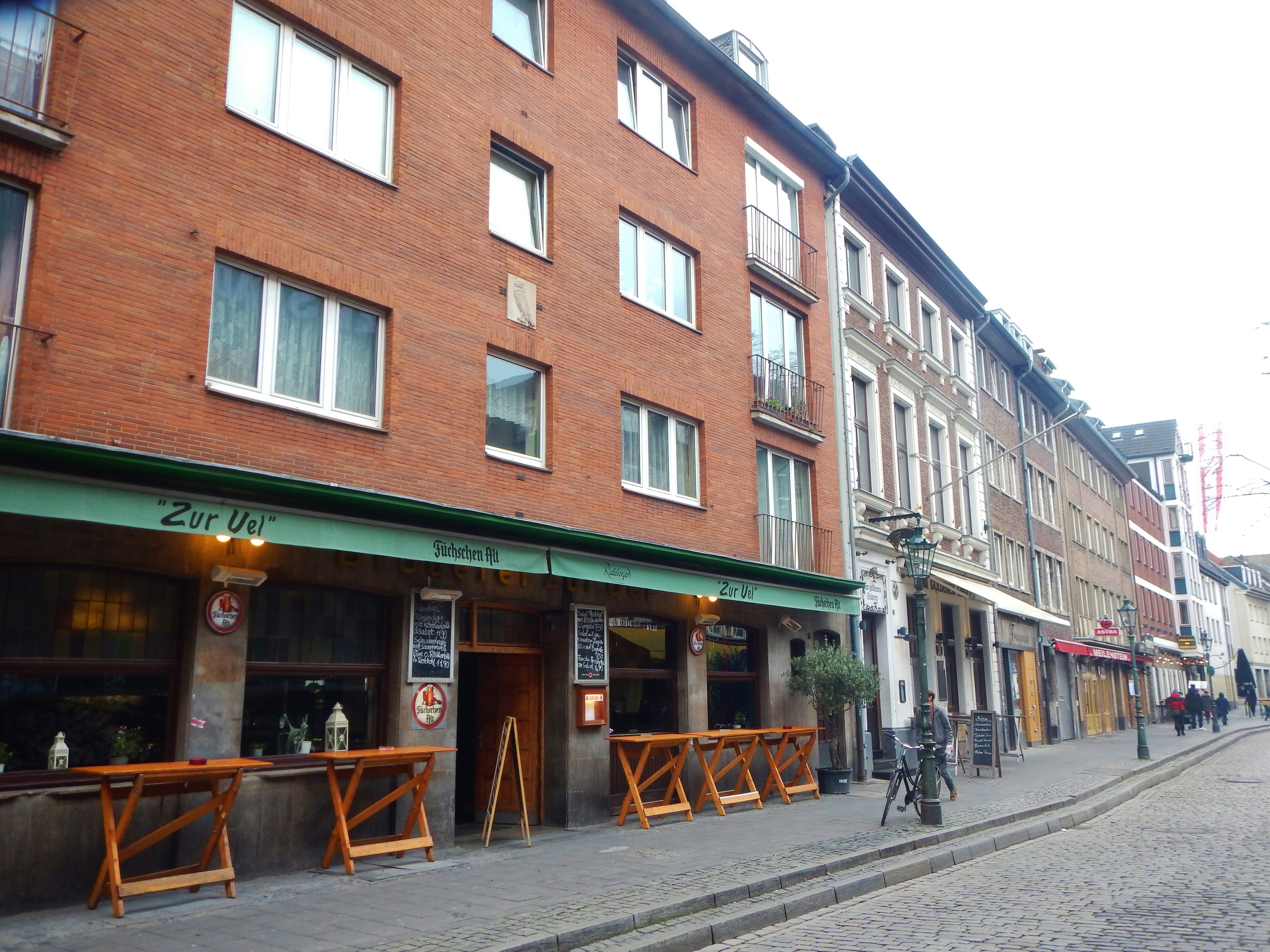
Heutiges Erscheinungsbild, 2015

In den 1970er Jahren entwickelte sich die Ratinger Straße zu einer wichtigen Szene-Meile in Düsseldorf. Während der benachbarte Ratinger Hof erst später zur bekannten Szenekneipe wurde, war die Uel bereits in den 1950er Jahren ein etablierter Künstlertreffpunkt.
Die Uel bildete zusammen mit dem „Goldenen Einhorn“ und dem „Ohme Jupp“ ein Dreieck von Künstlerkneipen, die besonders in den 1960er und 1970er Jahren das kulturelle Leben Düsseldorfs prägten. Zu den prominenten Gästen der Ratinger Straße zählten namhafte Künstler wie Joseph Beuys, Sigmar Polke, Jörg Immendorff, Gerhard Richter, die Brüder Albert und Markus Oehlen, Martin Kippenberger und Blinky Palermo.
Laut Volker Zimmermann, dem ehemaligen Wirt des benachbarten Goldenen Einhorns, bildete sich in den 1970er Jahren eine charakteristische „Uel-Einhorn-Ohme-Jupp-Szene“ heraus, die maßgeblich zur Entwicklung der Ratinger Straße als kulturelles Zentrum beitrug. Besonders Beuys war häufig im „Ohme Jupp“ anzutreffen, wo sich seine ganze Klasse versammelte und bei Altbier oder Kaffee diskutiert wurde.
Auch Musiker wie die Mitglieder von Kraftwerk und Neu! frequentierten die Lokale der Ratinger Straße, was zur Entstehung einer einzigartigen Verbindung zwischen bildender Kunst und Musik in Düsseldorf beitrug. Der Grafiker Emil Schult, bekannt für seine legendären Plattencover für Kraftwerk, gehörte ebenfalls zu den Stammgästen der Szene.